# Art'owr Avagyan
Art'owr Avagyan (in armeno Արթուր Ավագյան?; 4 luglio 1987) è un ex calciatore armeno, di ruolo difensore.

## Carriera

### Club
Ha giocato con varie squadre nella massima serie del campionato armeno ed anche all'estero, in Kazakistan, con la maglia del Semeı nella stagione 2014. Da sottolineare la vittoria del campionato conseguita con la maglia dell'Alaškert nella stagione 2015-2016.

### Nazionale
Ha giocato la sua unica gara con la nazionale armena il 14 agosto 2013, quando, nel corso dell'amichevole contro l'Albania, entrò nei minuti finali al posto di Lewon Hayrapetyan.

## Statistiche

### Cronologia presenze e reti in nazionale
| Cronologia completa delle presenze e delle reti in nazionale ― Armenia | Cronologia completa delle presenze e delle reti in nazionale ― Armenia | Cronologia completa delle presenze e delle reti in nazionale ― Armenia | Cronologia completa delle presenze e delle reti in nazionale ― Armenia | Cronologia completa delle presenze e delle reti in nazionale ― Armenia | Cronologia completa delle presenze e delle reti in nazionale ― Armenia | Cronologia completa delle presenze e delle reti in nazionale ― Armenia | Cronologia completa delle presenze e delle reti in nazionale ― Armenia |
| Data                                                                   | Città                                                                  | In casa                                                                | Risultato                                                              | Ospiti                                                                 | Competizione                                                           | Reti                                                                   | Note                                                                   |
| ---------------------------------------------------------------------- | ---------------------------------------------------------------------- | ---------------------------------------------------------------------- | ---------------------------------------------------------------------- | ---------------------------------------------------------------------- | ---------------------------------------------------------------------- | ---------------------------------------------------------------------- | ---------------------------------------------------------------------- |
| 14-8-2013                                                              | Šumen                                                                  | Albania                                                                | 2 – 0                                                                  | Armenia                                                                | Amichevole                                                             | -                                                                      | 71’                                                                    |
| Totale                                                                 |                                                                        | Presenze                                                               | 1                                                                      |                                                                        | Reti                                                                   | 0                                                                      |                                                                        |

## Palmarès

### Club
- Campionato armeno: 1

Alaškert: 2015-2016